# فراولة هندية
الفراولة الهندية أو فراولة كاذبة أو فراولة الثعبان (الاسم العلمي: Potentilla indica) هو نبات من الفصيلة الوردية، هي نبته معمّرة شبيهة من ناحية الشكل والثمار بالفراولة العادية، ثمارها صالحة للأكل، إلا أن طعمها غير مستساغ مثل الفراولة، ويشبه قليلاً طعم البطيخ. وتعتبر من النباتات الطبية.